# زردپره سینه‌دارچینی
زردپره سینه‌دارچینی (نام علمی: Emberiza tahapisi) نام یک گونه از سرده زردپره‌های معمولی است.